# Главное управление Национальной полиции в Киеве
Главное управление Национальной полиции в Киеве — территориальный орган исполнительной власти в Киеве, входит в систему органов внутренних дел Украины. Подчиняется Национальной полиции Украины. Основными задачами ведомства является обеспечение безопасности, прав и свобод граждан, пресечение и раскрытие преступлений, охрана общественного порядка.
Главное управление НП в Киеве возглавляет начальник, которого назначает и освобождает от должности председатель Национальной полиции по согласованию с министром внутренних дел Украины. Контроль за деятельностью ГУ НП осуществляют Министерство внутренних дел, Киевский городской голова, правительство и городской совет.
Штаб-квартира: 01025, г. Киев, ул. Владимирская, 15.

## История
Охрана общественного порядка в Киеве была с княжеских времён — об этом свидетельствует наличие княжеской администрации во главе с тысяцким, которому были подчинены сотники и десятники. Историки предполагают, что функции этих чиновников были весьма разнообразны: они отвечали не только за спокойствие на улицах, но и за сбор налогов, создание городского ополчения во время войны и прочие. Впрочем, непосредственная борьба с преступностью возлагалась, в первую очередь, на самих горожан. Так, в «Русской Правде» прописаны случаи задержания преступника самими потерпевшими.
Во времена Великого княжества Литовского и Речи Посполитой положение мало чем отличалось от принятого в эпоху могущества киевских князей. К охранникам общественного порядка этого периода можно отнести замковую стражу (или так называемых «кликунов»), а также стражу, которую должен был выставлять городской магистрат у городских ворот. Однако, их главным назначением была не охрана правопорядка на улицах, а всё-таки обеспечение безопасности сугубо военных объектов.
В 1684 году были созданы две стрелковые команды по сто человек каждая. Они должны были действовать на Подоле и Печерске, где «начали было мещане … народ бунтовать».

### Киевская полиция
Как государственный орган по охране правопорядка, полиция непосредственно в Киеве была основана в 1733 году.
Штат киевской полицейской конторы в то время состоял из полицмейстера, унтер-офицера, капрала, восьми рядовых с жалованием из доходов губернии от гарнизонных сумм и двух канцелярских служителей с денежным содержанием из доходов от собранных сумм полицией.
В 1782 году был принят «Устав благочиния или полицейский», согласно которому в городе начала действовать Управа благочиния, возглавляемая городничим. Управа ведала делами полицейско-исполнительными и мелкими судебными. В 1799 году она была заменена полицейским присутствием (иначе — Городской полицией) во главе со старшим полицмейстером, которого назначал военный губернатор. Вместе с тем, для удобства контроля и надзора Киев ещё в 1790 году был разделён на участки и кварталы. Делами участка стал заниматься пристав, квартала — квартальный надзиратель. А содержалась полиция за счёт городских доходов.
После разделения Киева на участке функции полиции расширились. Она начала вести следствие и разыскивать преступников, ухаживать за подозрительными лицами, беглецами, тюрьмами, принуждать к уплате налогов и выполнения повинностей. Кроме того, полиция несла ответственность за исправность мостов, дорог, тротуаров, соблюдением установленных цен на базарах и ярмарках, контролировала корчмарство.
В 1834 году произошёл новый раздел территории города. Киев был разделён на шесть участков: Печерский, Лыбидской, Дворцовый, Старокиевский, Подольский и Плоский. Каждый из них делился на пять кварталов. В то время в городе действовало четыре арестантских дома, повсеместно сооружались полицейские будки.
Киевская городская полиция создана в 1858 году путём реформирования правоохранительных органов, в связи с лишним численности её функций и недостаточностью финансовых ресурсов для ввода необходимого количества штатных единиц, соответствующего выполнения задач поддержания общественного порядка, адекватного противостояния преступности.
В феврале 1858 года министерствам юстиции, государственного имущества и внутренних дел империи была поручена разработка предложений по реорганизации полиции. Это же задача была поставлена и перед особым совещанием, состоявшим из губернаторов. Министр внутренних дел внёс на рассмотрение императора начальные предложения о преобразовании полиции которые были одобрены 4 июля 1858 года. В них говорилось о необходимости изменить состав городских полиций, сравнивая его с территорией и населением каждого города, а также с его промышленно-торговым и культурно-просветительским потенциалом. Рекомендовалось сократить число полицейских инстанций и улучшить личный состав полиции путём усиления числа нижних чинов. Предлагалось чётко и однозначно определить точные обязанности городских полицейских. В предложениях особое внимание уделялось увеличению денежного содержания полицейских чинов, отнеся часть расходов на их содержание (в размере до 1,5 млн рублей) на счёт общих государственных доходов.
В декабре 1862 года началась новая полицейская реформа, которая предусматривала увеличение штатной численности чинов полиции, улучшения их финансового содержания, сужение выполняемых функций. В полиции создали два подразделения — «Стол уголовных дел» (состоял из арестантского и следственного отделов) и «Стол гражданских дел» (в составе исполнительного, сыскного, вексельного и военного отделов). Весь личный состав городской полиции насчитывал 312 человек.
В 1875 году произошло очередное изменение в названии полиции — городское полицейское управление стало называться Киевским управлением полицмейстера. Оно состояло из секретаря, пяти столоначальников, которые вели гражданские дела, занимались взысканием налогов и штрафов, проверяли подворные книги, доводили до сведения горожан распоряжения власти, осуществляли организацию полицейского надзора, пересылка арестантов, боролись с грабителями; а также журналист, казначей, архивариус.
В 1879 году, на фоне расширения города, Киев был снова разделён на участки — на этот раз их было восемь: Печерский, Дворцовый, Лыбидской, Старокиевский, Подольский, Плоский, Бульварный и Лукьяновский. На полицию возложили и дополнительные обязанности — отныне они должны были собирать статистические данные о населении, состоянии и количестве заводов и фабрик. Параллельно полиции были созданы новые подразделения: конная стража в составе сорока всадников и первая в Российской империи розыскная часть.
Выдающуюся роль в профессиональном развитии киевской полиции внесли Мастицкий Леонид Порфирьевич и Рыжий Георгий Михайлович — при их содействии в Киеве полиция стала применять дактилоскопию, служебное собаководство и «следственный чемодан», были подготовлены первые служебные инструкции чинам сыскной полиции.

### Киевская милиция
Процесс формирования милиции в Киеве, как и по всей Советской Украине, был непростым. Новая большевистская власть взялась активно создавать правоохранительную систему.
9 февраля 1919 года Совет Народных Комиссаров УССР обнародовал декрет «Об организации милиции», после чего её органы были созданы в крупнейших городах республики, чтобы впоследствии основаться структурно и в мелких населённых пунктах. Были разработаны направления и сфера деятельности органов, среди которых на первом месте стоят борьба с преступностью, спекуляцией, самогоноварением, хищением государственной собственности.
В декабре 1930 года украинские правоохранительные органы были выведены из-под контроля местной власти и подчинены непосредственно Государственному политическому управлению Украинской ССР. Милиция тысяча девятьсот тридцатых годов делала всё, чтобы на Украине царил покой, чтобы земля горела под ногами уголовников. Не стояли в стороне от всеукраинского процесса и работники правоохранительных органов Киева, несмотря на существенное предварительное сокращение. В самом городе вместо девятнаджцати районов в 1921 году было образовано только пять — Старокиевский, Подольский, Печерский, Демеевский и Шулявский. Районные отделы милиции были ликвидированы, как и промышленной милиции — прямого потомка отрядов Красной гвардии, созданных революционными рабочими на заводах и фабриках.
Однако история оставила нам немало примеров успешной работы правоохранителей, в частности уголовного розыска Киева тех лет. Несмотря на отсутствие чёткой государственной системы борьбы с преступностью, недостаточным финансированием и отсутствием высокообразованных кадров, талантливым оперативным работникам удавалось успешно бороться с правонарушителями.
Когда Киев вернул себе статус столицы Украины в 1934 году, внимание к милиции в нём усилилась. В системе продолжались постоянные реорганизации, призванные усовершенствовать её работу. В том же году возобновляется ликвидированный в 1930 году НКВД УССР, в состав которого входят управления государственной безопасности, управления милиции и уголовного розыска, которые до того были независимыми структурами при Совете народных комиссаров Украинской республики.
Соответственно в Киеве концентрируются высшие властные структуры, вырабатывается стратегия и тактика их деятельности, городу предоставляется особый статус. В 1936 году создается отдел Госавтоинспекции, в следующем году — отдел по борьбе с хищениями социалистической собственности (ОБХСС). И если первому, при тогдашнем мизерном автопарке города и республики, рабочие перегрузки не угрожали, то второму в количестве тринадцати человек во главе с талантливым следователем Михаилом Мацейко, который вошёл в историю милиции Украины, приходилось нелегко. Одной из первых дел ОБХСС было разоблачение опасных групп фальшивомонетчиков Трояновского, Куриленко и Барабуса. Последний, в частности, ранее был дважды судим за убийство и за кражу из церкви. Освободившись, он научился гравёрному искусству и, вернувшись в Киев, устроился работать в типографию Академии наук УССР, откуда похитил материалы и инструменты, необходимые для изготовления клише. Реализацией фальшивых денег занимались его жена, брат и сестра. Эту группу работники ОБХСС обезвредили с помощью сотрудников Госбанка, и в результате большой разъяснительной работы среди продавцов и кассиров магазинов.
Появление новых служб требовало повышения статуса столичной милиции, и в 1938 году создаётся Управление рабоче-крестьянской милиции Киева. Одновременно создаётся девять районных отделений милиции, штат которых состоял из начальника и двух-трёх оперуполномоченных. Впоследствии они стали называться городскими отделениями и именоваться по номерам.

## Современная структура
Организационно полиция города Киева состоит из аппарата Главного управления и его структурных подразделений; территориальных подразделений (управлений и подчинённых им отделов и отделений) в административных районах, объектах транспорта и в Киевском метрополитене; и строевых подразделений (полков, батальонов полиции различного назначения).

### Аппарат ГУ
- Управление уголовного розыска
- Следственное управление
- Отдел правового обеспечения
- Управление организационно-аналитического обеспечения и оперативного реагирования
- Управление по борьбе с преступлениями, связанными с торговлей людьми
- Управление «Корпуса оперативно-внезапного действия»
- Управление связи и телекоммуникаций
- Отдел коммуникации
- Управление превентивной деятельности
- Отдел обеспечения прав человека
- Управление финансового обеспечения и бухгалтерского учёта
- Отдел документального обеспечения
- Сектор специальной связи
- Управление информационной поддержки и координации полиции «102»
- Отдел внутреннего аудита
- Взрывотехническое управление
- Отдел Укрбюро Интерпола
- Управление логистики и материально-технического обеспечения
- Управление кадрового обеспечения
- Управление режима и технической защиты информации
- Отдел специальной полиции
- Сектор международных связей

### Территориальные (обособленные) подразделения
| Управления полиции                            | Отделы, отделения полиции |
| --------------------------------------------- | --- |
| Голосеевское                                  | - отдел (по обслуживанию микрорайонов Теремки-1 и Теремки-2) - отделение (по обслуживанию центральной части района) |
| Дарницкое                                     | - отдел (по обслуживанию микрорайона «Новая Дарница») - отделение |
| Деснянское                                    | - отдел № 1 (по обслуживанию ж/м «Лесной», посёлка Быковня и военного городка № 218) - отдел № 2 (по обслуживанию микрорайона «Вигуровщина-Троещина») |
| Днепровское                                   | - отдел № 1 (по обслуживанию микрорайона «Воскресенский») - отдел № 2 - отдел № 3 (по обслуживанию микрорайона «Русановский») - отдел № 4 (по обслуживанию микрорайона «Старая Дарница») - отделение                                                     |
| Оболонское                                    | - отдел № 1 (по обслуживанию микрорайона «Куреневка») - отдел № 2 (по обслуживанию микрорайона «Оболонь») - отделение (по обслуживанию поселка «Пуща-Водица»)                                                                                            |
| Подольское                                    | - отделение № 1 (по обслуживанию микрорайона «Ветряные Горы») - отделение № 2 (по обслуживанию микрорайона «Виноградарь») |
| Печерское                                     | - отдел (по обслуживанию центральной части района) |
| Святошинское                                  | - отдел № 1 (по обслуживанию микрорайона «Беличи») - отдел № 2 (по обслуживанию микрорайона «Борщаговка») |
| Соломенское                                   | - отдел № 1 (по обслуживанию микрорайона «Отрадный») - отдел № 2 (по обслуживанию микрорайона «Шулявка») - отделение в аэропорту Киев |
| Шевченковское                                 | - отдел № 1 (по обслуживанию территории, прилегающей к Центральному железнодорожному вокзалу) - отдел № 2 (по обслуживанию микрорайона «Сырец») - отдел № 3 (по обслуживанию микрорайона «Нивки») - отдел № 4 (по обслуживанию центральной части района) |
| УП в метрополитене                            | |
| Отдел на станциях железнодорожного транспорта | |
| Отдел в речном порту «Киев»                   | |

### Строевые подразделения
- Кинологический центр
- Центр обслуживания подразделений
- Батальон конвойной службы
- Изолятор временного содержания
- Полк полиции особого назначения № 1 (бывший ПМОН «Беркут» ГУ МВД в г. Киеве)
- Тренинговый центр
- Приёмник-распределитель для детей
- Полк полиции особого назначения № 2
- Рота по подбору и транспортировке трупов в морг
- Полк патрульной службы полиции особого назначения «Киев»

## Руководство

### Киевскиеполицмейстеры
- Дуров Фёдор (?—1825—1826—?)
- Ивенсен Фёдор Васильевич (1858—1866)
- Гюббенет Борис Яковлевич (1866—1882)
- Мастицкий Леонид Порфирьевич (1882—1884)
- Живоглядов Антон Иванович (1884—1898)[2]
- Цихоцкий Вячеслав Иванович (1898—1906)
- Мартынов Петр Иванович (1907—1909)
- Скалон Алексей Александрович (1909—1911)

### Киевский городской атаман
- Хануков Александр Павлович (1918)
- Маршалу Карл Петрович (1918)

### Начальники УНКВД по Киеву и Киевской области
- Розанов Александр Борисович (1934—1935)
- Шаров Николай Давыдович (1935—1938)
- Федоров Николай Николаевич (1938)
- Долгушев Алексей Романович (1938—1939)
- Романчук Николай Данилович (1939—1941)
- Череватенко Иван Михайлович (1941)[3]
- Руденко Кирилл Романович (1943—1948)
- Лизин Иван Дмитриевич (1948—1953)
- Рыжков Николай Петрович (1954—1963)
- Буланенков Василий Тимофеевич (1963—1964)

### Начальники УВД Киевского горисполкома
- Дегтярев Иван Леонтьевич (1964—1967)
- Рыжков Николай Петрович (1967—1973)
- Захаров Виталий Федорович (1973—1980)
- Титаренко Юрий Леонтьевич (1980—1985)
- Василишин, Андрей Владимирович (1985—1990)
- Недригайло Валентин Михайлович (1990—1991)
- Розенко Виталий Иванович (1991)

### Начальники ГУ МВД Украины в г. Киеве
- Розенко Виталий Иванович (1991—1992)
- Старовойт Владимир Карпович (1992 - 1994)
- Поддубный Николай Олегович (1994—1997)
- Корниенко Михаил Васильевич (1997—2000)
- Смирнов Юрий Александрович (2000—2001)
- Опанасенко Петр Никитович (2001—2003)
- Миленин Александр Леонидович (2003—2005)
- Ярема, Виталий Григорьевич (2005—2010)
- Крикун Алексей Алексеевич (2010—2012)
- Коряк Валерий Владимирович (2012—2014)
- Мороз Юрий Леонидович (02.2014-03.2014)
- Гуцал Александр Александрович (03.2014-07.2014)
- Терещук Александр Дмитриевич (2014—2015)

### Начальники ГУ НП в Киеве
- Терещук Александр Дмитриевич (2015)
- Крищенко Андрей Евгеньевич (с 2015)